# 2015年の教育
2015年の教育（2015ねんのきょういく）では、2015年（平成27年）の教育分野に関する出来事について記述する。

## できごと

### 1月
- 1月17日-18日 - 大学入試センター試験[1]
- 1月19日 -文部科学省が少子化を踏まえ中央教育審議会（中教審）の分科会におよそ60年ぶりに「手引き」を作成提示[2]

### 4月
- 4月2日 - 佳子内親王が国際基督教大学に入学[3]
- 4月8日 - 萩本欽一が73歳で駒澤大学に入学[4]